# Savez šaha Ukrajine
Savez šaha Ukrajine (ukr. Федерація шахів України), krovno tijelo športa šaha u Ukrajini. Član nacionalnog olimpijskog odbora. Osnovan je 1991. godine. Član FIDE od 1992. godine. Sjedište je u Kijevu, ul. Simona Petljure 7/9. Ukrajina pripada europskoj zoni 1.9. Predsjednik je Viktor Kapustin (ažurirano 17. listopada 2019.).

## Vanjske poveznice
- Službene stranice